# 万民中央教会
万民中央教会（韓語：만민중앙교회）是韓國基督教系新興宗教教会，於1982年由韓國牧師李载禄建立。传教士罗伯特·约翰逊比较了美国和韩国教会。他说起韩国人对基督教的热诚令人印象深刻，称他们整夜祈祷，然后去上班，甚至出席周三和周五夜间的聚会，然后在周日，他们整天留在教堂里。2004年，李建立了全球性的基督教电视网络，向世界各地传播福音，于2005年10月推出。万民中央教会拥有的教会数量居韩国首位李声称有120,000名信徒遍布世界各地的9,000个支教会。
该教会已扩展到美国、日本、南美洲及非洲，信徒呈爆炸式增长。
1993年，万民中央教会被选为“世界50大教会”之一。
2018年11月22日，韓國邪教“萬民中央教會”教主李載祿被控性侵8名女信徒，被首爾中央地方法院定罪，判處15年徒刑。
首爾中央地方法院法官鄭文承（정문성，音譯）表示，李載祿牧師的受害人“因受制於被告絕對的宗教權威，以致無法抗拒”。